# Mordella splendidula
Mordella splendidula es una especie de coleóptero de la familia Mordellidae.

## Distribución geográfica
Habita en el Trans-Cáucaso.